# Списак политичких партија у Бутану
У Бутану постоје четири регистроване политичке партије. Политичке странке су регулисане Уставом из 2008. године. Устав прописује вишестраначки систем у којем две најбоље странке на изборима окупира обезбеђују место у Народној скупштини. Материјалне и процедуралне услове за све политичке странке, као што су регистрација, налазе су у члану 15.

## Регистроване партије
- Народна демократска партија је формирана 24. март 2007. године. Оснивач и председник ове партије је Сангај Нгедуп, бивши премијер и министар пољопривреде у краљевској влади Бутана. Народна демократска партија званично је поднела захтев за регистрацију 6. августа 2007. и тако постала прва политичка странка у Бутану која је то учинила. Странка је регистрована 1. септембра 2007. године.[2] Председник је Церинг Тобгај.

- Партија мира и напретка је формирана 25. јула 2007, спајањем Све народне партије и Бутанске народне уједињене партије.[3] Председник је Џигме Тинли.

- Уједињена бутанска партија је формирана 20. јануара 2013. Први председник странке био је Дорџи Чоден, који је након елиминације у првом кругу избора 2013. за посланике у народној скупштини, прешао у народну демократску странку.[4]

- је формирана 7. јануара 2013. Председник странке је Лили Вангчук.[5]

## Друге партије
Остале странке, од којих су многе основане у изгнанству, и даље су нерегистроване или забрањене. Штавише, многе су дефинисане као екстремне или терористичке групе.
- Комунистичка партија Бутана
- Народна партија Бутана
- Национално-демократска партија Бутана
- Демократско социјалистичка партија Бутана
- Бутански национално-либерални фронт гуркхов
- Национална партија Бутана
- Змајев национални конгрес

Змајев национални конгрес је формиран у егзилу у Катмандуу, у главном граду Непала 16. јуна, 1994. године.
Дана 26. августа 2010, Бутанске политичке партије у егзилу формирале су „јединствени демократски покрет“ на челу ког се налази Ронгтонг Кунлеј Дорџи, председник Змајевог националног конгреса. Овај блок је отворио канцеларију Катмандуу у новембру 2010, а можда добијају и подршку од владе Непала.